# Anthicus antherinus
Anthicus antherinus là một loài bọ cánh cứng trong họ Anthicidae. Loài này được Linnaeus miêu tả khoa học năm 1760.

## Hình ảnh

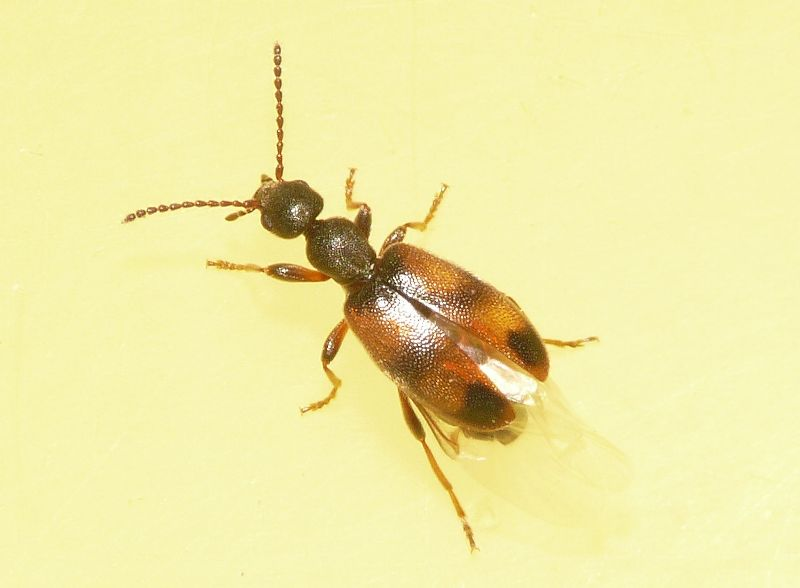
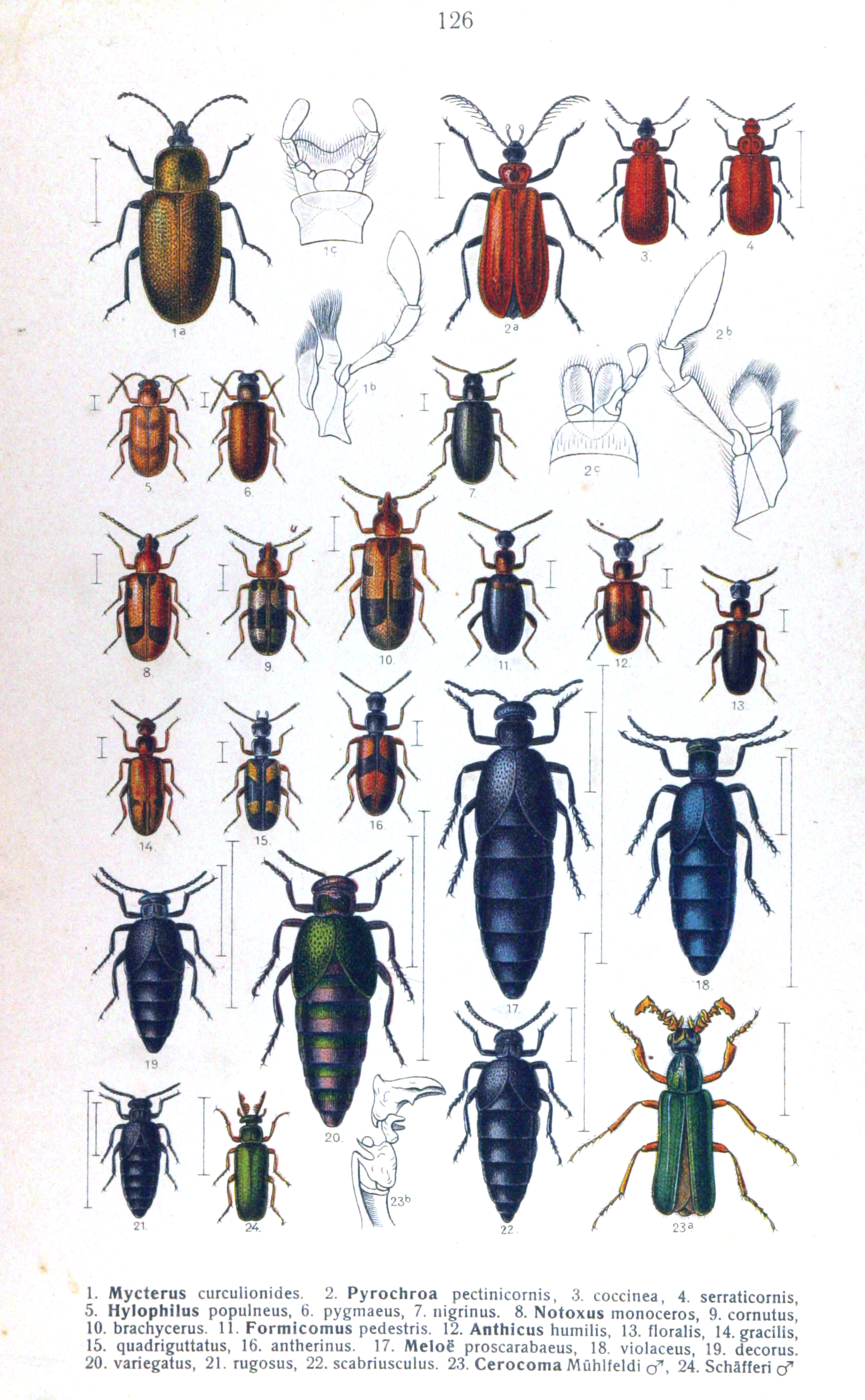